# Архелай I Македонски
Архелай I (на старогръцки: Ἀρχέλαος Α΄) от династията Аргеади e цар на Древна Македония от 413 г. пр.н.е. до 399 г. пр.н.е.
Той е син на Пердика II и робинята Симиха. Той убива своя чичо Алкет II и син му Александър. Пердика изгонва своя брат Филип и се възкачва на трона на царството Македония. След смъртта на баща му през 413 г. пр.н.е. той убива своите полубратя и става цар на Македония. Той се жени за Клеопатра, вдовицата на неговия баща. Заедно с Клеопатра той има един син Орест и две дъщери. С друга негова допълнителна жена той има син Аминта.
Архелай провежда основни реформи в управлението, войската и търговията. Той създава основите за по-късната могъща Македония. През 413 г. пр.н.е. понеже не увеличава цените на дървения материал за кораби, Атина дава на Архелай и децата му титлата проксен (приятел) и евергет (помощник).
През 410 г. пр.н.е. град Пидна отпада от Македония. С помощта на атинския генерал Терамен той унищожава града и го основава отново малко по-далеч от брега.
Архелай продължава битките, започнати от баща му Пердика, с македонска Линкестида и започва война със Сирас, цар на Елимая, и с Арабай, цар на Линкестида. Накрая Архелай сключва мирен договор с Линкестида и Елимая и дава на Сирас своята най-голяма дъщеря за жена.
Архелай мести царския двор от Еге в Пела. Той започва да сече монети. Новият му дворец е изрисуван от Зевксис от Хераклея, най-прочутия тогава художник. При него гостуват прочутият Еврипид (който пише в Македония своите трагедии „Archelaos“ и „Bakchai“), музиканти, поети, художници и Агатон, Херил и Тимотей. Той реорганизира религиозния празник за Олимпия. Еврипид прекарва последните си години в Македония.
Архелай е убит през 399 г. пр.н.е. по време на лов (или при заговор) от неговия паж Кратей.